# Diardia dentata
Diardia dentata är en insektsart som beskrevs av Ludwig Redtenbacher 1908. Diardia dentata ingår i släktet Diardia och familjen Diapheromeridae. Inga underarter finns listade i Catalogue of Life.